# Jeanne Moreau
Jeanne Moreau (født 23. januar 1928 i Paris, død 31. juli 2017) var fransk skuespiller og sangerinde.
Jeanne Moreau indspillede film med mange berømte filminstruktører fra bl.a. Frankrig, fx Francois Truffaut, Louis Malle, Jacques Becker, Roger Vadim, Michelangelo Antonioni, Jean-Luc Godard, Peter Brook, Orson Welles, Luis Buñuel, Jean Renoir, Marguerite Duras, André Téchiné, Rainer Werner Fassbinder, Luc Besson, Billy Hopkins og François Ozon.
Hendes karriere begyndte i 1947, og hun var aktiv til få år inden sin død i 2017.

## Filmografi (udvalg)
- Dronning Margot (1954)
- De elskende (1958) af Louis Malle
- Ung flugt (1959) af Francois Truffaut
- Jules og Jim (1962) af Francois Truffaut
- Processen (1962) af Orson Welles
- Viva Maria! (1965) med Brigitte Bardot af Louis Malle
- Bruden var i sort (1968) af Francois Truffaut
- Nathalie Granger (1973) af Marguerite Duras
- Monsieur Klein (1976) med Alain Delon
- Magtens sødme (1976)
- Querelle (1982) med Brad Davis af Rainer Werner Fassbinder.
- Nikita (1990) af Luc Besson
- I Love You, I Love You Not (1996)
- Tid til afsked (2005) af François Ozon
- Visage (2009) af Tsai Ming-liang